# Genoa Open Challenger 2023 - Doppio
Il doppio del torneo di tennis professionistico Genoa Open Challenger 2023, facente parte della categoria Challenger 125 nell'ambito dell'ATP Challenger Tour 2023, si è giocato dal 4 al 10 settembre a Genova, in Italia. Dustin Brown e Andrea Vavassori erano i detentori del titolo ma solo Vavassori ha scelto di difendere il titolo in coppia con Andrea Pellegrino ma sono stati eliminati in semifinale da Ivan Sabanov e Matej Sabanov.
In finale Giovanni Oradini e Lorenzo Rottoli hanno sconfitto Ivan Sabanov e Matej Sabanov con il punteggio di 6–4, 6–3.

## Teste di serie
1. Andrea Pellegrino /  Andrea Vavassori (semifinale)
2. Evan King /  Reese Stalder (primo turno)

1. Constantin Frantzen /  Hendrik Jebens (quarti di finale)
2. Ivan Liutarevich /  Vladyslav Manafov (quarti di finale)

## Wildcard
1. Andrea Arnaboldi /  Federico Arnaboldi (primo turno)

1. Francesco Maestrelli /  Filippo Romano (primo turno)

## Alternate
1. Giovanni Oradini /  Lorenzo Rottoli (campioni)

## Tabellone

### Legenda
| - Q = Qualificato - WC = Wild card - LL = Lucky loser | - ALT = Alternate - SE = Special Exempt - PR = Protected Ranking | - w/o = Walkover - r = Ritirato - d = Squalificato |

|  | Primo turno | Primo turno                     | Primo turno                     | Primo turno | Primo turno |  |  | Quarti di finale | Quarti di finale                | Quarti di finale          | Quarti di finale          | Quarti di finale |   |      | Semifinali | Semifinali                 | Semifinali                 | Semifinali                       | Semifinali                       |   |   | Finale | Finale | Finale | Finale | Finale |  |
|  |             |                                 |                                 |             |             |  |  |                  |                                 |                           |                           |                  |   |      |            |                            |                            |                                  |                                  |   |   |        |        |        |        |        |  |
|  | 1           | A Pellegrino A Vavassori        | A Pellegrino A Vavassori        | 6           | 6           |  |  |                  |                                 |                           |                           |                  |   |      |            |                            |                            |                                  |                                  |   |   |        |        |        |        |        |  |
|  |             | E Dalla Valle S Travaglia       | E Dalla Valle S Travaglia       | 2           | 2           |  |  | 1                | A Pellegrino A Vavassori        | 3                         | 7                         | [10]             |   |      |            |                            |                            |                                  |                                  |   |   |        |        |        |        |        |  |
|  |             | V Uzhylovskyi S Vincent Ruggeri | V Uzhylovskyi S Vincent Ruggeri | 6           | 6           |  |  |                  | V Uzhylovskyi S Vincent Ruggeri | 6                         | 64                        | [3]              |   |      |            |                            |                            |                                  |                                  |   |   |        |        |        |        |        |  |
|  |             | R Bonadio S Caruso              | R Bonadio S Caruso              | 4           | 3           |  |  |                  |                                 |                           |                           |                  |   |      | 1          | A Pellegrino A Vavassori   | 6                          | 4                                | [9]                              |   |   |        |        |        |        |        |  |
|  | 3           | C Frantzen H Jebens             | C Frantzen H Jebens             | 6           | 6           |  |  |                  |                                 |                           | I Sabanov M Sabanov       | 1                | 6 | [11] |            |                            |                            |                                  |                                  |   |   |        |        |        |        |        |  |
|  | WC          | A Arnaboldi F Arnaboldi         | A Arnaboldi F Arnaboldi         | 4           | 3           |  |  | 3                | C Frantzen H Jebens             | 62                        | 6                         | [4]              |   |      |            |                            |                            |                                  |                                  |   |   |        |        |        |        |        |  |
|  |             | I Sabanov M Sabanov             | 4                               | 6           | [12]        |  |  |                  | I Sabanov M Sabanov             | 7                         | 3                         | [10]             |   |      |            |                            |                            |                                  |                                  |   |   |        |        |        |        |        |  |
|  | WC          | F Maestrelli F Romano           | 6                               | 4           | [10]        |  |  |                  |                                 |                           |                           |                  |   |      |            | Ivan Sabanov Matej Sabanov | Ivan Sabanov Matej Sabanov | 4                                | 3                                |   |   |        |        |        |        |        |  |
|  |             | M Bortolotti F Passaro          | M Bortolotti F Passaro          | 5           | 1           |  |  |                  |                                 |                           |                           |                  |   |      |            |                            | Alt                        | Giovanni Oradini Lorenzo Rottoli | Giovanni Oradini Lorenzo Rottoli | 6 | 6 |        |        |        |        |        |  |
|  |             | F Forti J Ocleppo               | F Forti J Ocleppo               | 7           | 6           |  |  |                  | F Forti J Ocleppo               | 3                         | 6                         | [13]             |   |      |            |                            |                            |                                  |                                  |   |   |        |        |        |        |        |  |
|  |             | F Bergevi R Gonzales            | F Bergevi R Gonzales            | 5           | 3           |  |  | 4                | I Liutarevich V Manafov         | 6                         | 3                         | [11]             |   |      |            |                            |                            |                                  |                                  |   |   |        |        |        |        |        |  |
|  | 4           | I Liutarevich V Manafov         | I Liutarevich V Manafov         | 7           | 6           |  |  |                  |                                 |                           |                           |                  |   |      |            | F Forti J Ocleppo          | 7                          | 2                                | [9]                              |   |   |        |        |        |        |        |  |
|  |             | G Fonio A Jecan                 | G Fonio A Jecan                 | 62          | 611         |  |  |                  |                                 | Alt                       | G Oradini L Rottoli       | 69               | 6 | [11] |            |                            |                            |                                  |                                  |   |   |        |        |        |        |        |  |
|  |             | T Monteiro T Seyboth Wild       | T Monteiro T Seyboth Wild       | 7           | 7           |  |  |                  | T Monteiro T Seyboth Wild       | T Monteiro T Seyboth Wild | T Monteiro T Seyboth Wild |                  |   |      |            |                            |                            |                                  |                                  |   |   |        |        |        |        |        |  |
|  | Alt         | G Oradini L Rottoli             | 3                               | 7           | [10]        |  |  | Alt              | G Oradini L Rottoli             | G Oradini L Rottoli       | G Oradini L Rottoli       | w/o              |   |      |            |                            |                            |                                  |                                  |   |   |        |        |        |        |        |  |
|  | 2           | E King R Stalder                | 6                               | 6           | [8]         |  |  |                  |                                 |                           |                           |                  |   |      |            |                            |                            |                                  |                                  |   |   |        |        |        |        |        |  |